# Fiona Bevan
Fiona Mackay Barclay Bevan (...) è una cantautrice, paroliera e musicista britannica. Nota principalmente come autrice, ha scritto brani per molti altri artisti. Come interprete ha pubblicato 2 album e 3 EP.

## Carriera
Debutta nel 2007 pubblicando l'EP In the Swimming Pool, per poi pubblicare il suo primo album Plant Your Heart nel 2009. Nel 2011 pubblica il suo secondo EP Us In the Darkness, il cui brano Dial D for Denial arriva in semifinale durante la International Songwriting Competition. Nel 2012 debutta come autrice per altri scrivendo a 4 mani con Ed Sheeran il brano Little Things, interpretato dal gruppo vocale One Direction. Il brano viene estratto come singolo ottiene un ottimo successo a livello internazionale. Negli anni successivi l'artista scrive e compone musica per numerosi cantanti di fama mondiale, facendo della scrittura di brani per altri interpreti il suo principale campo di lavoro. Ciononostante continua a lavorare anche come cantante, pubblicando l'album Talk to Strangers nel 2014 e l'EP Wild Angels Sweet Demons nel 2018. L'artista collabora inoltre con la rapper Stefflon Don nel brano Forever, incluso del mixtape Real Ting del 2017.

## Vita privata
Bevan è imparentata con gli scrittori Robert Louis Stevenson e D. E. Stevenson.

## Discografia

### Album
- 2009 – Plant Your Heart
- 2014 – Talk to Strangers

### EP
- 2007 – In the Swimming Pool
- 2011 – Us and the Darkness
- 2018 – Wild Angels Sweet Demons

### Come autrice
| Anno | Titolo                 | Interprete          |
| ---- | ---------------------- | ------------------- |
| 2012 | Little Things          | One Direction       |
| 2014 | Voodoo Doll            | 5 Seconds of Summer |
| 2015 | One Night              | Ben Haenow          |
| 2016 | Christmas Song         | Max Schneider       |
| 2016 | Play Dead              | Tom Walker          |
| 2016 | Red                    | Laura Welsh         |
| 2016 | Concrete               | Laura Welsh         |
| 2016 | Angel Like You         | Una Healy           |
| 2017 | Scared of the Dark     | Steps               |
| 2017 | Fool for You           | Steps               |
| 2017 | Neon Blue              | Steps               |
| 2017 | Fool for You           | Steps               |
| 2017 | My Friends & I         | Caitlyn Shadbolt    |
| 2017 | Rapture                | Tom Walker          |
| 2017 | Heartland              | Tom Walker          |
| 2017 | Unholy                 | Hey Violet          |
| 2017 | Skydiving              | Lights              |
| 2017 | Morphine               | Lights              |
| 2017 | High on Me             | Guy Sebastian       |
| 2017 | It's My House          | Mika                |
| 2017 | Cool with You          | Sonny Alven         |
| 2017 | Sellotape              | Alexandru           |
| 2017 | Lonely with You        | No Frills Twins     |
| 2018 | Queendom               | Aurora              |
| 2018 | Gentle Earthquakes     | Aurora              |
| 2018 | Soft Universe          | Aurora              |
| 2018 | Some Like It Hot       | Owen Thiele         |
| 2018 | Far from You           | Natalie Prass       |
| 2018 | Tough                  | Lewis Capaldi       |
| 2018 | My Way                 | Tom Walker          |
| 2018 | Oh No                  | LION                |
| 2018 | Put the Word Out       | Joseph J. Jones     |
| 2018 | Angels Turn Away       | Joseph J. Jones     |
| 2018 | Chances                | Backstreet Boys     |
| 2018 | Put That Record On     | Andy Bown           |
| 2019 | My Wildest Dreams      | Claire Richards     |
| 2019 | Brighter Kind of Love  | James Morrison      |
| 2019 | Good Feeling           | 311                 |
| 2019 | Heroes We Were         | Andy Black          |
| 2019 | Insomnia               | Ashley Tisdale      |
| 2019 | All That Matters       | Tom Walker          |
| 2019 | Hunger                 | Aurora              |
| 2020 | Come and Dance with Me | Steps               |
| 2020 | Unstoppable            | Kylie Minogue       |